# 1869 no Brasil
Esta é uma cronologia dos fatos acontecimentos de ano 1869 no Brasil.

## Incumbente
- Imperador – D. Pedro II (9 de abril de 1831-15 de novembro de 1889).

## Eventos
- Em andamento: 1865-1870: Guerra do Paraguai.
- 1 de janeiro: Tomada de Assunção.[1]
- 5 de janeiro: Assunção é ocupada por Caxias, que considera a guerra terminada e se retira do teatro de operações.[1]
- 15 de abril: O Conde d'Eu, genro de Dom Pedro II, se torna novo comandante-em-chefe das forças brasileiras e prossegue a perseguição à Lopez.[1]
- 28 de abril: López ordena a execução de diversas famílias paraguaias que ele jugava serem conspiradores no que ficou conhecido como Massacre de Concepcíon.[2]
- 11 de junho: Governo provisório paraguaio assume em Assunção.
- 12 de agosto - Combate de Peribebuí. Forças aliadas tomam a capital provisória de López, Peribebuí. João Manuel Mena Barreto, comandante da 1ª divisão de cavalaria, é ferido em combate e depois morre em consequência dos ferimentos.[3]
- 15 de agosto: O Governo Provisório é instalado em Assunção.
- 16 de agosto: Última grande batalha: Batalha de Acosta Ñu ou Campo Grande. Forças paraguaias, compostas em parte por velhos e crianças, são aniquiladas. López escapa.[4]

## Nascimentos
- 28 de agosto: Augusto Fragoso, 16º Presidente do Brasil (m. 1945).
- 16 de outubro: Washington Luiz, 14º Presidente do Brasil (m. 1957).

## Mortes
- 8 de março: José Inácio de Abreu e Lima no Recife (Brasil), militar, jornalista e escritor. Herói da libertação da América espanhola (n. 1794).